# Konica Minolta
Konica Minolta, Inc. (яп. コニカミノルタホールディングス Коника Минорута) — японская компания, производитель офисной техники (многофункциональных устройств bizhub), типографского, медицинского и промышленного оборудования.
Возникла при слиянии японских фирм Konica и Minolta 7 января 2003 года. Главный офис компании расположен в Токио.

## История
Konica и Minolta объявили о слиянии 7 января 2003 года, официально оно было оформлено 5 августа 2003 года, а корпоративная структура завершила реорганизацию в октябре 2003 года. За счёт слияния компании рассчитывали сократить отставание от ведущих производителей фотоаппаратуры и офисной техники, таких как Canon, Fujifilm и Ricoh, а также сократить расходы путём увольнения 10 % сотрудников. На момент слияния общая выручка двух компаний составляла около 1 трлн иен. Следует отметить, что компания Konica появилась в 1873 году, а Minolta — в 1928.
19 января 2006 компания объявила, что прекращает работу с фотокамерами. Направление с зеркальными камерами было продано Sony в марте 2006 года, и Sony продолжила разработку камер, совместимых с линзами автофокусировки Minolta. Konica Minolta вышла с рынка фотографии 30 сентября 2006 года, уволив при этом 3700 сотрудников. Подразделения цветной пленки, цветной бумаги, фотохимической и цифровой минилабораторий прекратили свою деятельность. Dai Nippon Printing приобрела фабрику Konica в Одаваре, планируя и в дальнейшем производить бумагу под брендом Dai Nippon. CPAC приобрел химический завод Konica.
В 2010 году компания запустила свою первую цифровую систему производительной печати — bizhub PRESS C8000. Флагманская модель своего семейства цветных принтеров обеспечивает высокое качество изображения по сравнению с офсетной печатью, а также обеспечивает высокую скорость и надежность. Впоследствии была запущена система цифровой рентгенографии и были выпущены первые органические светодиоды.
В 2013 году название Konica Minolta Holdings, Inc. было изменено на Konica Minolta, Inc.
В июне 2015 года была приобретена компания Radiant Vision Systems, производитель оборудования для тестирования цветопередачи дисплеев, он базировался в Редмонде (штат Вашингтон). В марте 2016 года был куплен контрольный пакет акций немецкого производителя камер видеонаблюдения Mobotix. В октябре 2017 года Konica Minolta за 1 млрд долларов купила Ambry Genetics Corporation, калифорнийскую компанию по производству оборудования для генетического тестирования. В следующем месяце была куплена базирующаяся в Бостоне компания Invicro, производитель медицинского диагностического оборудования.

## Деятельность
Подразделения по состоянию на 2023 год:
- офисная техника (Digital Workplace Business) — производство МФУ под брендом bizhub и другой офисной техники; 53 % выручки;
- профессиональная печать (Professional Print Business) — производство оборудования для цифровой полиграфии; 22 % выручки;
- промышленность (Industry Business) — производство контрольно-измерительного оборудования, материалов для изготовления плоскопанельных дисплеев, промышленных струйных принтеров (в частности для обработки печатных плат), камер видеонаблюдения, линз; 13 % выручки;
- здравоохранение (Healthcare Business) — производство рентгеновского и ультразвукового диагностического оборудования; 12 % выручки.

Выручка компании за 2022/23 финансовый год составила 1,13 трлн иен ($8,5 млрд), чистый убыток — 103 млрд иен ($773 млн). Основными рынками для компании были США (30 % выручки), Европа (29 %), Япония (16 %), Китай (10 %), другие страны Азии (9 %).
Большинство производственных мощностей находится в Японии и Китае, также есть заводы в США (штаты Нью-Йорк, Массачусетс, Вашингтон и Калифорния), Франции, Германии, Испании, Южной Корее и Малайзии.

## Konica Minolta в Европе
Konica Minolta Business Solutions Europe базируется в Лангенхагене (Германия) и представлена дочерними компаниями и дистрибьюторами в более чем 80 странах Европы, Центральной Азии, Ближнего Востока и Африки. По состоянию на апрель 2024 года штат компании насчитывает около 9000 сотрудников.

## Цифровые SLR-фотокамеры
Хотя компания Minolta была первой, кто выпустил зеркальный фотоаппарат с интегрированной системой автофокуса, она была последней из «большой четверки» производителей камер, кто начал выпуск цифровых зеркальных фотоаппаратов. Первая DSLR была анонсирована в феврале 2004 года под именем Konica Minolta Dynax 7D (называлась Maxxum 7D в Северной и Южной Америке, α-7 Digital в Японии) и была основана на корпусе от очень успешной пленочной камеры — Dynax 7 (Maxxum 7 в Америке). Уникальной особенностью 7D была встроенная система стабилизации изображения, основанная на сдвиге матрицы. На прилавках камера появилась в конце 2004 года, однако к тому времени компании Canon и Nikon уже имели полные линейки цифровых зеркальных камер, и многие серьёзные фотографы уже перешли на эти системы. Во многом из-за этого в январе 2006 Konica Minolta объявила о своем уходе с рынка фотооборудования и продаже своего фотоподразделения компании Sony. Компанией Konica Minolta было выпущено только две модели цифровых зеркальных камер — Dynax 7D и Dynax 5D (камера начального уровня, сохранившая матрицу и систему стабилизации от 7D).
В начале 2006 года Sony анонсировала линейку цифровых зеркальных камер Sony α (Альфа), совместимых с байонетом Minolta AF и горячим башмаком Minolta. Первая камера этой линейки — Sony α 100 была выпущена летом 2006 года. Хотя она и оснащена 10-мегапиксельной матрицей, многие эксперты считают её прямым потомком 6-мегапиксельной Dynax 5D.